# Saint-Floret
Saint-Floret är en kommun i departementet Puy-de-Dôme i regionen Auvergne-Rhône-Alpes i centrala Frankrike. Kommunen ligger i kantonen Champeix som tillhör arrondissementet Issoire. År 2022 hade Saint-Floret 246 invånare.

## Befolkningsutveckling
Antalet invånare i kommunen Saint-Floret
| Referens: INSEE |